# 難波紀伝
難波 紀伝（なんば のりただ、1986年6月11日 - ）は、宮古テレビ所属の男性アナウンサー。元山梨放送（YBS）所属。
京都府京都市出身。洛南高等学校から東京大学理科一類に入学後、工学部を卒業し、2009年4月に山梨放送に入社。
2013年3月に山梨放送の同僚であった村松優里香と結婚し、同時に同局を退職。同年4月に村松と共に沖縄県宮古島市に移住し、宮古テレビに所属。

## 過去の担当番組

### テレビ
- 週末仕掛人 ヤマナシプロデュース - リポーター
- YBSニュース
- VENTスポ!リポーター

### ラジオ
- Talk魂765 Go!Go!イチ（火・水曜担当）
- YBSラジオニュース
- 765MUX（2011年度、月曜担当）

その他、スポーツ中継の実況・リポーターも担当している。

## 著作
- 東大生が教える！超集中術(ダイヤモンド社)石井大地、小平翼共著